# Androidビーム
Androidビーム はAndroidデバイス間で近距離無線通信(NFC)を利用したデータ共有を可能にする廃止された機能である。  Androidビームはブックマーク、連絡先、Youtubeの動画などのデータの近距離共有を素早くできる。 Androidビームは2011年のAndroid 4.0で導入された。AndroidビームはGoogleがBumpを買収したことにより機能拡張が行われた。
2017年には、ComputerWorldによってAndroidビームは「かつてもてはやされ、静かに消えていった機能」のリストに含められることになり、「立派なマーケティング努力にもかかわらず、Beamが特にうまく機能することはなく、物を共有するための他の数多くのシステムの方がよりシンプルで信頼できることが証明された」とコメントされた
Androidビーム は2019年1月のAndroid 10で非推奨となり、 Googleによってニアバイシェアに置き換えられた。

## 解説

### 使用方法
Androidビームは、共有するコンテンツを表示した状態で、デバイスを背合わせにすることで有効化される。コンテンツが共有可能な場合、コンテンツは縮小され、上部に「完了するには別の端末をタップしてください」と表示される。 スクリーンをタップすると、受信先のデバイスへコンテンツが送信される。デバイスがビーム可能になった際や、データの送信が終わった際、データの送信に失敗した際などに音が鳴る。共有は一方方向にのみ可能で、自分からコンテンツを送信することは可能だが、自分からほかのデバイスのコンテンツを受信することは不可能である。

### 動作要件
Androidビームを利用するには両方のデバイスが近距離無線通信(NFC)をサポートし、デバイスのロックが解除されている必要がある。

### Android 4.1 Jelly Bean アップデート
Android 4.1 Jelly Beanから、Bluetoothを利用した写真や動画の送受信が可能になった。AndroidビームはNFCを使い一時的にBluetoothを有効化し、送受信が終了すると自動的にBluetoothを無効化する。この機能はAndroid 4.1以上を搭載したデバイスでのみ利用できる。

### アプリサポート
Androidビームサポートをアプリに追加することで、アプリは特定のコンテンツのビームについて制御できる。アプリが何もデータを指定しなければ、ビームしたときに受信側デバイスでアプリが開く。また、受信側デバイスにそのアプリがインストールされていなければ、Play Storeページが開く。

## S Beam
S Beamは、SamsungによるAndroidビームの拡張機能で、SamsungのGalaxy S IIIではじめて使用された。S Beamは近距離無線通信(NFC)を使用して、Bluetoothの代わりに2デバイス間のデータ転送用のWi-Fi Direct接続を開始する。これにより、転送を高速化できる。 S Beamは、HTC OneやSamsung Galaxy S IIIのようなWi-Fi DirectとNFCをサポートしているS Beam対応デバイスでのみ使用できる。